# Thrypticus fulgidus
Thrypticus fulgidus är en tvåvingeart som först beskrevs av Fallen 1823.  Thrypticus fulgidus ingår i släktet Thrypticus och familjen styltflugor.
Artens utbredningsområde är Sverige. Inga underarter finns listade i Catalogue of Life.